# Liam Cosgrave
Liam Cosgrave (født 13. april 1920, død 4. oktober 2017) var en irsk politiker fra partiet Fine Gael, der var taoiseach (regeringsleder)en i Republikken Irland fra 1973-1977.